# 効能
効能（こうのう）は、ある物質の作用によって得られる効果のことである。医薬品のように服用や塗布によってその効果を得るもの、温泉のように入浴や飲泉によって効果を得る場合などがある。医薬品の効き目は効力（こうりょく英: efficacy）または有効性（ゆうこうせい、英: effectiveness）とも言う。

## 医学における有効性
効力と有効性は厳密には異なる。効力とは理想的な条件で評価され得る薬剤の効果であるが、有効性とは現実の状況でどれだけ効くかを表すものである。例えば、有害作用のために患者が服用を中止するような薬剤であれば効力は高くても有効性は低くなる。
医学において有効性とは、ある介入（例えば、薬物、医療機器、外科的処置、公衆衛生上の介入）が有益な変化をもたらす能力（または治療効果）のことである。ある介入の有効性を確立するために、しばしば利用可能な他の介入と比較される。具体的には、有効性とは「厳密に管理された臨床試験のような理想的な状況で試験した場合に、薬剤がプラセボや他の介入に対して健康上の利益を示すかどうか」を意味する。これらの試験では、プラセボ群と介入群の間で統計的に異なることを示すための主要なパラメータに焦点が当てられる。このタイプの比較は「説明的」無作為化比較試験と呼ばれ、「実用的」試験は非特定パラメータに関する介入の有効性を確立するために使用される。

## 温泉における効能
温泉における効能は、湯治などに代表されるように古くから人々に知られていた。その効能は前述のように2つに大別でき、入浴によるもの、飲泉によるものに分けられる。また人体にとって有益な効能のみならず、悪影響を及ぼす効能も存在し、有益なものは適応症、悪影響があるものは禁忌症などと呼ばれる。
効能は、多くの場合温泉の泉質に依存する。それらは温泉分析書に適応症、禁忌症として記載される。温泉分析書には、泉質に基づいた効能を記載するのが原則である。しかしながら、温泉に古くから伝承されている効能についても、専門医のアドバイスを受けた上で効能として定めることができる。これらの事は、1983年に環境庁（現環境省）が定めた「温泉の適応症決定基準」に基づいている。1983年に定められた基準は2007年から改定議論が始まり、2008年に改定される予定である。
なお、効能はその効果を万人に保証するものではなく、あくまでも目安であることに注意する必要がある。